# Liste von Internationalen Befähigungszertifikaten für Sportbootführer
Im Folgenden sind Internationale Befähigungszertifikate für Sportbootführer aufgelistet und erklärt.
| Flagge | Land                   | Binnengewässer | Direkter Küstenbereich | Küstengewässer | Küstennahe Seegewässer | Hochsee | ICC konform        |
| ------ | ---------------------- | --- | --- | --- | --- | --- | ------------------ |
|        | Deutschland            | Sportbootführerschein Binnen gültig für Sportboote bis 20 m (Rhein: bis 15 m) auf Binnengewässern Sportschifferzeugnis gültig für Sportboote bis 25 m auf Binnengewässern (nicht auf dem Rhein, dort ist das Sportpatent nötig, das wiederum auf allen Binnengewässern gültig ist.) | Sportbootführerschein See gültig für Sportboote auf Seeschifffahrtsstraßen (bis 3 sm Abstand von der Festlandküste) | Sportküstenschifferschein gültig für Sportboote im Küstenbereich (bis 12 sm Abstand von der Festlandküste) Bei gewerblicher Fahrt Rumpflänge unter 25 m. Ab 25 m mit zweiter Person gleicher Befähigung. | Sportseeschifferschein gültig für Sportboote im küstennahen Seebereich (bis 30 sm Abstand von der Basislinie) und Randmeeren (z. B. ganze Nordsee, ganze Ostsee, ganzes Mittelmeer) Bei gewerblicher Fahrt Rumpflänge unter 15 m. Ab 15 m mit zweiter Person gleicher Befähigung. | Sporthochseeschifferschein gültig für Sportboote auf allen Meeren Bei gewerblicher Fahrt Rumpflänger unter 15 m mit zweiter Person, die den Sportseeschifferschein hält. Ab 15 m mit zweiter Person gleicher Befähigung. | ja                 |
|        | Österreich             | Schiffsführerpatent | Befähigungsausweis für Tages- und Wattfahrt gültig für Sportboote in Küstennähe und auf geschützten Gewässern in einem Bereich von drei Seemeilen von der Küste entfernt                                                                | Befähigungsausweis für Küstenfahrt gültig für Sportboote im Küstenbereich von 20 Seemeilen, gemessen von der Küste                                                                                       | Befähigungsausweis für Küstennahe Fahrt gültig für Sportboote im Bereich von 200 Seemeilen, gemessen von der Küste | Befähigungsausweis für Weltweite Fahrt gültig für Sportboote auf allen Meeren | ja                 |
|        | Schweiz                | Schiffsführerausweis gültig für Sportboote auf Binnengewässern und sämtlichen Grenzgewässern, entsprechend der Verfügung der ausstellenden Behörde. | Hochseeausweis gültig für Sportboote auf allen Meeren | Hochseeausweis gültig für Sportboote auf allen Meeren | Hochseeausweis gültig für Sportboote auf allen Meeren | Hochseeausweis gültig für Sportboote auf allen Meeren | Nur Hochseeausweis |
|        | Vereinigtes Königreich | | | Yachtmaster Coastal gültig für Sportboote in Küstengewässern | Yachtmaster Offshore gültig für Sportboote in küstennahen Seegewässern | Yachtmaster Ocean gültig für Sportboote auf allen Meeren | ja                 |
|        | Israel                 | | | Grade 30 Authorization to operate a boat in coastal waters gültig für das Führen von Sportbooten in Küstengewässern                                                                                      | | Grade 60 Authorization to operate a boat on international voyages gültig für das Führen von Sportbooten auf allen Meeren                                                                                                 | nein               |
|        | Niederlande            | Vaarbewijs I gültig für die Fahrt auf Kanälen und Seen Vaarbewijs II gültig für die Fahrt auf allen Binnenschifffahrtsstraßen inklusive IJsselmeer, Markermeer, IJmeer, Wattenmeer, Westerschelde, Oosterschelde, Ems und Dollart                                                   | | | | | ja                 |
|        | Kroatien               | | Boat Skipper A berechtigt zum Führen von Booten bis zu einer Länge von sieben Metern und einer Motorleistung von 8 kW in einem küstennahen Streifen, der bis zu sechs nautischen Meilen von der Küste entfernt ist (Fahrtenbereich III) | Boat Skipper B gültig für Sport- u. Motorboote, Motor- u. Segelyachten sowie Jetfahrzeuge bis 30 BRZ (~20m) und einem Küstenabstand von bis zu 12 Seemeilen                                              | | Yachtmaster gültig für Sportboote beliebiger Größe auf allen Meeren | ja                 |
|        | Spanien                | | Patrón para Navegación Basica (PNB) gültig für Sportboote bis 8 Meter Länge und einen Abstand zum nächsten Hafen von bis zu 5 Seemeilen                                                                                                 | Patrón de Embarcaciones de Recreo (PER) gültig für Sportboote bis 15 Meter Länge und einem Küstenabstand von bis zu 12 Seemeilen                                                                         | Patrón de Yate gültig für Sportboote bis 24 Metern Länge und einem Küstenabstand von bis zu 150 Seemeilen | Capitán de Yate gültig für Sportboote beliebiger Größe auf allen Meeren | ja                 |
|        | Kanada                 | Pleasure Craft Operator Card / Carte de conducteur d’embarcation de plaisance | | | | | nein               |
|        | Belgien                | Beperkt Stuurbrevet gültig auf allen belgischen Binnengewässern mit Ausnahme der unteren Zeeschelde Algemeen Stuurbrevet gültig auf allen belgischen Binnengewässern ohne Beschränkungen                                                                                            | | Yachtman-brevet Gültig für Fahrt in Küstengewässern | | Yachtnavigator-brevet Gültig für weltweite Fahrt | ja                 |